# کنترل وضعیت فضاپیما
در علوم فضایی، کنترل وضعیت فضاپیما ‎ ((Spacecraft attitude control  به تنظیم جهت یک شیء نسبت به چارچوب مرجع لَختی یا هویت دیگر (کره سماوی، اشیاء نزدیک، یا پهنهٔ مشخص و …) گفته می‌شود.
برای کنترل وضعیت یک هواگرد با فضاپیما به موارد زیر نیاز می‌باشد:
- حسگرهایی برای اندازه‌گیری جهت وسیله نقلیه
- عملگر هیدرولیک برای اعمال گشتاور نیروی مورد نیاز برای تغییر جهت وسیله نقلیه، بسمت مورد نظر
- دستورالعملهایی برای مدیریت و فرماندهی عملگر هیدرولیک براساس مقادیر جاری حسگرهای اندازه‌گیری و مشخص کردن حالت مورد نظر

رشته علمی را که در آن به مجموعه حسگرها، عملگرها، و تنظیم دستورالعمل‌ها پرداخته می‌شود، «فرماندهی، هدایت، ناوبری و کنترل» می‌نامند.